# ながさき西海農業協同組合
ながさき西海農業協同組合（ながさきさいかいのうぎょうきょうどうくみあい）は、長崎県佐世保市に本店を置く農業協同組合である。通称はJAながさき西海。2002年に長崎県北部の4つの農業協同組合が合併して設立された。統一金融機関コードは8857。

## 概要
本店所在地
- 〒859-6326 長崎県佐世保市吉井町立石12-1

組合員数
- 正組合員 - 7,613人、准組合員 - 12,564人（2024年3月現在[1][2]）

### 事業区域
- 佐世保市、松浦市、平戸市、北松浦郡佐々町、小値賀町

※「ながさき西海」と、名称の中に「西海」が含まれているが、西海市は事業区域に入っていない。西海市は長崎西彼農業協同組合の事業区域である。

### 事業概要
- 購買事業 - Aコープ、農業生産資材、LPガス、ガソリン等
- 信用事業 - JAバンク
- 共済事業 - JA共済
- 販売事業
- 指導事業 - 営農指導、青年部・女性部活動、担い手対策等
- 利用事業 - ライスセンター、生産者直売所、冠婚葬祭等
- 加工事業 - 製茶工場
- 倉庫事業
- その他 - 家畜市場、肉用牛集団肥育施設

## 支店・事業所

### 本店・支店・ATM
- 本店 - 4部1室
- 支店（金融窓口） - 13店舗（佐世保市 - 4、松浦市 - 3、平戸市 - 4、北松浦郡佐々町 - 1、小値賀町 - 1）※うち一部は隔日営業及び購買店舗併設の支店・出張所
- ATMコーナー - 16ヶ所（佐世保市 - 11、松浦市 - 4、平戸市 - 5）※店舗外ＡＴＭ
- 金融移動店舗車 - 1台（統廃合対象の地区を巡回）

### 営農経済センター・事業所等
- 黒島事業所（佐世保市黒島町）
- 度島事業所（平戸市度島町）
- 平戸口中央家畜市場（平戸市田平町大久保免）
- みかん選果場（佐世保市指方町）
- 営農経済センター - 4ヶ所（佐世保市 - 2、松浦市 - 1、平戸市 - 1）※資材センターを併設
- 資材センター - 3ヶ所（佐世保市 - 2、松浦市 - 1）※営農経済センターを併設していない店舗
- 経営支援室（北松浦郡佐々町）

### 店舗・給油所等
- 給油所 - 4ヶ所（佐世保市 - 1、松浦市 - 1、平戸市 - 2)
- 農機センター - 7ヶ所（佐世保市 - 2、松浦市 - 1、平戸市 - 2、北松浦郡佐々町 - 1、小値賀町 - 1）
- 車両整備工場 - 2ヶ所（佐世保市、松浦市 - 各1）
- 世知原製茶工場（佐世保市世知原町中通）
- 食肉加工センター（ミートハウス西海：佐世保市吉井町立石）
- LPG供給センター - 2ヶ所（北松浦郡佐々町、平戸市 - 各1）
- 農産物直売所 - 2店舗（佐世保市 - 2）
- ＪＡ会館（佐世保市松浦町）
  - 結婚式場（ＪＡさせぼホール）
  - ローンセンター
- 葬祭場　※グループ会社の(株)アグリ福祉社が運営
  - アグリふれあいホール（佐世保市田原町）
  - JAコスモ会館（佐世保市吉井町大渡）

## 沿革
- 2000年（平成12年）4月1日 - 平戸農業協同組合が生月農業協同組合に吸収合併され、いきつき農業協同組合となる。
- 2002年（平成14年）3月31日 - させぼ、北松、松浦、いきつきの4つの農業協同組合が合併し、ながさき西海農業協同組合が設立。
- 2005年（平成17年）
  - 5月30日 - 支店の統廃合を実施。(32支店4事業所1出張所→27支店2事業所)
  - 10月 - 本店を佐世保市松浦町（旧させぼ農協本店）から現在地（旧北部統括支店）へ移転。
- 2009年（平成21年）10月 - 家畜市場統合を実施（宇久地区、小値賀地区の家畜市場を統合し宇久・小値賀家畜市場）
- 2015年（平成27年）7月 - 経済拠点型事業改革を実施（6給油所の閉店、6給油所の全農エネルギー（株）への移管）
- 2016年（平成28年）7月 - 支店機能の集約を実施（27支店→18支店9出張所）
- 2020年(令和2年)
  - 2月 - 支店の統廃合を実施・金融移動店舗車の導入（18支店9出張所→14支店1出張所)
  - 4月 - 営農経済センターの統合（5ヶ所→4ヶ所)
  - 8月 - 家畜市場統合を実施（宇久・小値賀家畜市場を平戸口中央家畜市場に統合）
- 2021年(令和3年)3月 - 一部金融共済店舗における隔日営業の導入（対象：3支店1出張所)
- 2023年(令和5年)2月 - 支店の統廃合を実施（14支店1出張所→12支店1出張所)[4]
- 2024年(令和6年)4月 - 機構改革を実施（4部1室体制)

## 主な特産物
- 肉用牛（長崎和牛「西海の牛」）
- みかん（西海みかん「味っ子」「味まる」）
- ブロッコリー
- 茶（世知原茶）
- メロン